# Cliff Griffith
Cliff Griffith, ameriški dirkač Formule 1, * 6. februar 1915, Nineveh, Indiana, ZDA, † 23. januar 1996, Rochester, Indiana, ZDA.
Cliff Griffith je pokojni ameriški dirkač, ki je med letoma 1951 in 1961 sodeloval na ameriški dirki Indianapolis 500, ki je med letoma 1950 in 1960 štela tudi za prvenstvo Formule 1. Dvakrat se mu je uspelo uvrstiti med prvo deseterico, leta 1952 je bil deveti, leta 1956 pa deseti. Umrl je leta 1996.